# Bibliodiversidad
La bibliodiversidad es la diversidad cultural aplicada al mundo del libro.

## Definición
Bibliodiversidad viene de 
- biblio: del griego βιβλίον, libro. Bajo cualquier soporte en que puedan existir,  los libros tienen una índole a la vez económica y cultural, porque son portadores de identidades, valores y significados, y por consiguiente no deben tratarse como si sólo tuviesen un valor comercial.[1]
- diversidad: la diversidad cultural se refiere a la multiplicidad de formas en que se expresan las culturas de los grupos y sociedades.[2]

La bibliodiversidad remite a la necesaria diversidad de voces que se difunden a través de las producciones editoriales y que se ponen a disposición de los lectores, y al acceso libre y amplio a dichas obras.
La diversidad no se reduce a que haya un gran número de títulos publicados, debe apreciarse desde varias dimensiones: que haya variedad, es decir gran número de títulos ofrecidos; que haya diferencia entre ellos –a mayor diferencia entre los contenidos mayor la diversidad de expresiones culturales representada, y por lo tanto menos uniformización– y que exista un equilibrio (particular a cada sociedad y época) entre esas expresiones, de modo que aun las minoritarias puedan manifestarse.
La bibliodiversidad implica asimismo que la población tenga libre acceso a información sobre dichas obras y a las obras en sí (amplia presencia de libros en medios de comunicación, en librerías a precios accesibles, en bibliotecas, etcétera) y está en oposición a la censura sea esta política, ideológica, religiosa o por el mercado.

## Historia de la noción y de su difusión
La bibliodiversidad, cuyo nuevo concepto está ahora perfectamente reconocido, expresa de la misma manera que la diversidad cultural y biológica, la realidad de un bien precioso que conviene preservar para hacer posible el desarrollo intelectual de las futuras generaciones (Koïchiro Matsuura, director general de Unesco, 2005).
Si bien el origen del término bibliodiversidad no se conoce con certeza, lo que es incuestionable es que esta noción se utilizó por primera vez en lengua castellana hacia fines de los años 90. Las palabras citadas más arriba del director general de Unesco, reconocen el camino recorrido por el concepto desde sus primeras utilizaciones: en Chile, por editores en el proceso de creación de la asociación de editores independientes de Chile (1998); en España con la publicación de la revista Bibliodiversidad (1999).
En mayo del año 2000, a iniciativa de Editores Independientes –integrado por Lom Ediciones de Chile, Ediciones Era de México, Txalaparta Editorial del País Vasco-España y Ediciones Trilce de Uruguay– el Banco Interamericano de Desarrollo (BID, oficina de París) y la Biblioteca Intercultural para el Futuro –programa de la Fondation Charles Léopold Mayer (FPH) dirigida por Michel Sauquet y Étienne Galliand– organizaron con el apoyo de Unesco, de la Organización de Estados Iberoamericanos para la Educación, la Ciencia y la Cultura (OEI) y de a Organización de Estados Americanos (OEA)  el "1.er Encuentro de Editores Independientes de América Latina" en el marco del III Salón del Libro Iberoamericano de Gijón (España).
Es en ese ámbito que el concepto de bibliodiversidad tomaría cuerpo y dos años más tarde, en mayo de 2002, al crearse la Alianza Internacional de Editores Independientes (AIEI) –cuyo precedente fue la Biblioteca Intercultural para el Futuro– sus fundadores adoptan este término como una "idea fuerza".
Desde entonces, la AIEI contribuye sostenidamente a la difusión y la promoción de la bibliodiversidad en sus encuentros internacionales (véanse las declaraciones de Dakar en 2003, Guadalajara en 2005, París en 2007 entre otras), en todas sus acciones de alegato, en su política de comunicación y en la promoción del Día de la Bibliodiversidad (DíaB) el 21 de septiembre de cada año. La AIEI permitió que esta expresión adoptara una dimensión internacional y se difundiera rápidamente en las áreas de habla castellana y francesa; sin embargo el término bibliodiversity se utiliza aun en forma marginal en el mundo anglófono y su versión en lengua árabe comporta complicaciones lingüísticas que dificultan traducirla en una sola palabra.

## Desafíos actuales
La bibliodiversidad está amenazada por la concentración del sector editorial, de la distribución y de los medios de comunicación, que favorece la dominación de ciertos grandes grupos económicos dedicados a la búsqueda permanente de rentabilidad ignorando que los libros no deben tratarse como si sólo tuviesen un valor comercial.
Con esa óptica los editores abandonan su función de agitadores de ideas y privilegian una política editorial basada exclusivamente en el lucro. Al decir de Pierre Bourdieu, los profundos cambios estructurales que provocó la reciente irrupción de una "lógica financiera sin concesiones" en el mundo editorial han sido "brutales" y de una amplitud sin precedentes.
Como concepto opuesto a la bibliodiversidad se encuentra lo que podríamos denominar la bestselerización (venta de muchos ejemplares de pocos títulos, de contenido estandarizado); esta, al repetir esquemas y modos de vida, estereotipar actitudes y banalizar sentimientos –las más de las veces similares a los que medios masivos como la televisión difunde– entretiene pero "no parece razonable que esa lectura sea asunto de interés público".
Los agentes de la bibliodiversidad son, sin lugar a dudas, los editores y libreros independientes,  que no desconocen el carácter cultural del libro, su valor identitario, de trasmisor de ideas, tradiciones, valores, diversidad, etcétera. Así como los son los bibliotecarios y los docentes comprometidos con su labor. Son legión las editoriales que logran sobrevivir dignamente manteniendo un equilibrio inestable, al publicar obras con las cuales logran los beneficios que les permiten editar otras que –muchas veces– se sospecha de antemano que no tendrán éxito comercial. Lo hacen por su calidad, por la convicción de que realizan un aporte a la sociedad y a sus autores, como también por la satisfacción de publicarlas y enriquecer su fondo. Esta es una característica general de las editoriales independientes, las más de las veces pequeñas o medianas empresas, casi siempre comprometidas cultural y socialmente con el medio en el que están insertas.
Al decir de André Schiffrin las editoriales independientes son aquellas en las que la decisión de qué editar la toman los editores y no el departamento comercial y tienden en su gran mayoría a navegar en ese equilibrio inestable y en el mejor de los casos con una tasa de rentabilidad baja.
Los editores independientes, comprometidos con el rol cultural de su oficio, son muchas veces también agentes culturales. Estar comprometidos con la realidad en que se vive implica interactuar –en este caso como editores– con ella. Implica publicar obras que la interpreten, que la cuestionen, que ayuden a cambiarla, que sirvan para comprenderla, que sean expresión de sus sentires e identidades, que abran cauces a nuevas formas de expresión o a otras que no hayan tenido oportunidades para expresarse. Ese compromiso, ajeno al ánimo de lucro, caracteriza infinidad de editoriales independientes y es el sustrato de la bibliodiversidad. Por eso son ellos los agentes por excelencia de la bibliodiversidad.

## Utilización y promoción del término
El concepto de bibliodiversidad, concebido como idea fuerza, implica la promoción y defensa permanente no solo de la diversidad cultural en el mundo del libro sino de los agentes de la bibliodiversidad, supone una acción permanente en defensa del acceso libre y democrático a los libros, de su carácter de bien común, del equilibrio entre propiedad privada del conocimiento y la creación y el interés social y de todas las políticas estatales en ese sentido.
- Numerosas organizaciones internacionales como Unesco, Cerlalc, Unión Latina, diversos actores del mundo cultural y editorial como la Association internationale des libraires francophones, la Alianza Internacional de Editores Independientes, numerosos colectivos nacionales de editores (AEMI en México, Asociación de Editores de Chile, EDINAR en la Argentina, REIC en Colombia, AEI en Perú, FIDARE en Italia, LIBRE en Brasil, Asociación de Editores de Madrid/Pequeñas editoriales en España) promueven y protegen la bibliodiversidad a través de su acción permanente.
- Una importante obra de referencia sobre la bibliodiversidad se publicó en 2006.[13]
- En 2006, debido a la redacción de una carta a los candidatos a la elección presidencial francesa, el periódico Le Monde retomó algunas de las medidas concretas en favor de la bibliodiversidad.[14]
- La revista internacional Bibliodiversity[15] copublicada por la Alianza Internacional de los Editores Independientes y Double Ponctuation,[16] se publica a partir del 2010.
- La Red Hispanohablante de la Alianza Internacional de los Editores Independientes (RedH) celebra el Día B (Día de la Bibliodiversidad) en distintos países, desde el 21 de septiembre de 2010.